# Tytus Działyński

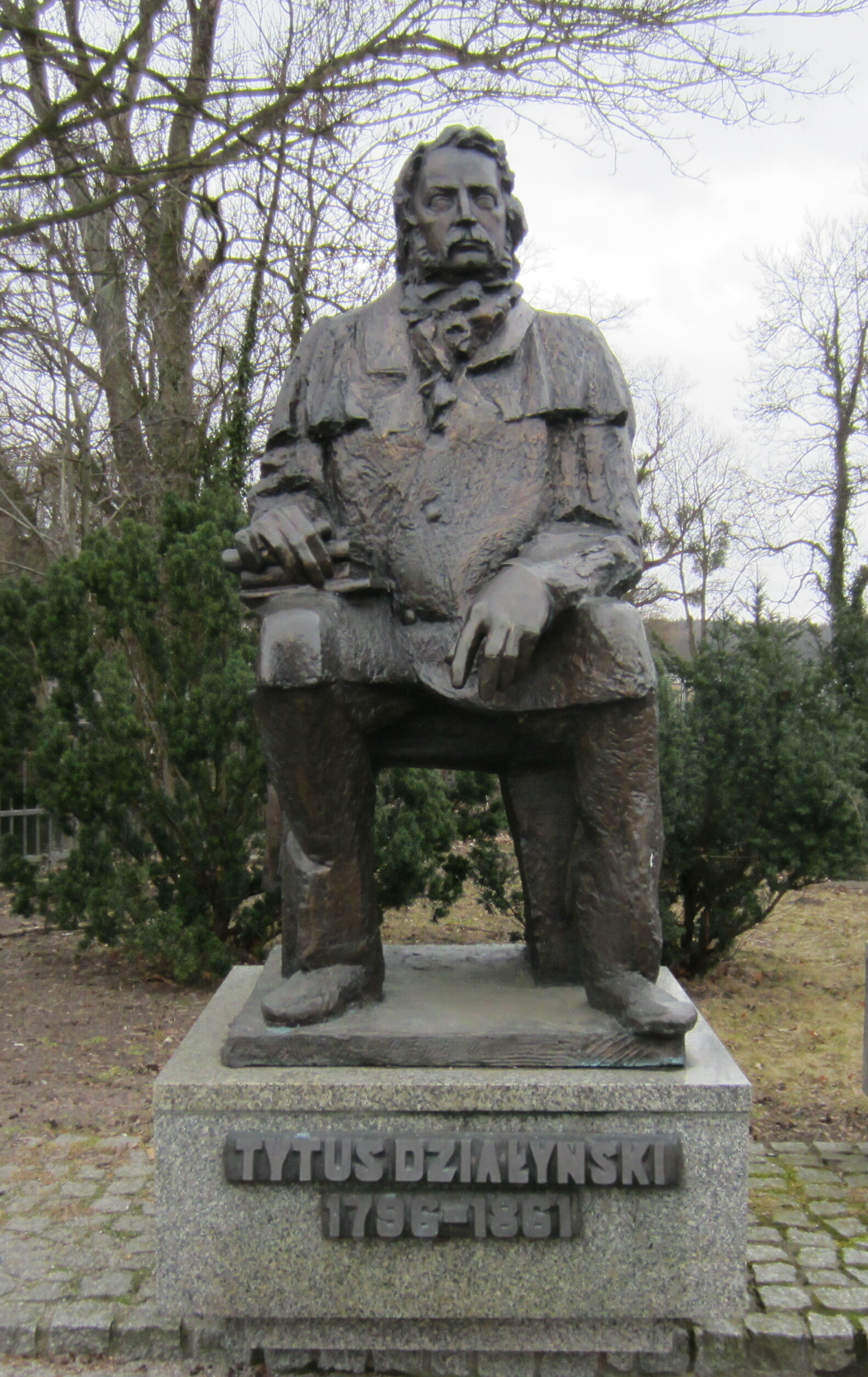
Pomnik Tytusa Działyńskiego przy wejściu do zamku w Kórniku

Adam Tytus Działyński, hrabia (ur. 24 grudnia 1796 w Poznaniu, zm. 12 kwietnia 1861 tamże) – polski arystokrata, działacz polityczny, mecenas sztuki, wydawca źródeł historycznych.

## Życiorys
Urodził się w pałacu rodowym na rogu Starego Rynku i ul. Franciszkańskiej w Poznaniu. Był synem Ksawerego (senatora-wojewody Księstwa Warszawskiego i Królestwa Polskiego; syna wojewody Augustyna Działyńskiego oraz wojewodzianki Anny Radomickiej) i Justyny z Dzieduszyckich. Pierwsze nauki pobierał w domu, w latach 1807–1812 kształcił się w naukach humanistycznych w Berlinie i Paryżu, a 1813–1815 w szkole politechnicznej w Pradze. Po powrocie do kraju zajął się porządkowaniem rodzinnego księgozbioru i archiwum w Konarzewie, co obudziło w nim zainteresowanie źródłami historycznymi. W tym okresie zrodziła się jego pasja kolekcjonowania rękopisów i starodruków, towarzysząca mu do końca życia. Od 1826 rezydował w odziedziczonym zamku w Kórniku, który przebudował na potrzeby gromadzenia i ekspozycji swojej kolekcji.
Jako jeden z pierwszych Wielkopolan zgłosił się do szeregów powstania listopadowego. Służył w 2. pułku strzelców konnych (jako podporucznik), w kwietniu 1831 przeszedł do sztabu wodza naczelnego, gdzie był jednym z adiutantów generała Skrzyneckiego. Ostatnie miesiące powstania (od sierpnia) spędził w sztabie korpusu generała Ramorino. Za udział w powstaniu został ukarany konfiskatą majątku; jakiś czas spędził w Galicji, mieszkał w Krakowie, Wysocku, Zarzeczu, później w majątku żony (Gryzeldy z Zamoyskich) w Oleszycach koło Jarosławia. W 1839 r. wygrał proces z rządem Prus o zwrot majątku i po cofnięciu sekwestru powrócił do Wielkopolski. Dla obrony nazwy Kurnik przed zniemczeniem dokonał jej zmiany na Kórnik.
Uczestniczył w życiu politycznym Wielkiego Księstwa Poznańskiego. Deputowany stanu rycerskiego na sejm prowincjonalny Wielkiego Księstwa Poznańskiego w 1841, deputowany powiatu poznańskiego na sejm prowincjonalny 1843 roku. W okresie Wiosny Ludów organizował jazdę w powiecie poznańskim. Wycofał się z działań zbrojnych po konwencji jarosławieckiej, ale nie uniknął więzienia – spędził miesiąc w twierdzy poznańskiej. W styczniu 1850 został wybrany deputowanym do parlamentu niemieckiego w Erfurcie, gdzie bez powodzenia występował przeciwko włączeniu Księstwa Poznańskiego do Związku Niemieckiego. Kilkakrotnie składał mandat do sejmu pruskiego, protestując przeciwko antypolskiej polityce Prus.
Od 1829 r. przez wiele lat wydawał źródła historyczne. Dzięki jego staraniom wydano m.in. Statut litewski (1841), Acta Tomiciana (1852–1869, osiem tomów), Źródłopisma do dziejów unii Korony Polskiej i W. Ks. Litewskiego (1856–1861, dwie części). W 1828 współzakładał Towarzystwo Przyjaciół Rolnictwa, Przemysłu i Oświaty, które jednak nie uzyskało zatwierdzenia władz pruskich. Działał na rzecz utworzenia uniwersytetu w Poznaniu, jedną z sal swojego poznańskiego pałacu przeznaczył na publiczne odczyty z różnych dziedzin. Był jednym z założycieli Towarzystwa Przemysłowego Polskiego w Poznaniu w 1848 roku. Był jednym z twórców Poznańskiego Towarzystwa Przyjaciół Nauk i jego prezesem od 12 lutego 1858. W Kórniku utworzył park, w którym aklimatyzował wiele gatunków drzew i krzewów. Planował założenie w Kórniku uczelni rolniczej. Był członkiem przybranym Towarzystwa Warszawskiego Przyjaciół Nauk.
Zmarł nagle w Poznaniu nocą z 11 na 12 kwietnia 1861 roku, w tym samym pałacu, w którym się urodził. Został pochowany w Kórniku i spoczywa w krypcie rodowej kórnickiego kościoła. Z małżeństwa z Gryzeldą Celestyną Zamoyską (od 1825) miał jednego syna Jana (ur. 1829) oraz córki Elżbietę (ur. 1826) (po mężu Czartoryską), Jadwigę (ur. 1831) (po mężu Zamoyską), Marię (ur. 1832) (po mężu Grudzińską), Cecylię (ur. 1836) i Annę (ur. 1846) (jej mężem był hr. Stanisław Potocki).